# Мюллер, Катарина
Катарина Мюллер (нем. Katharina Müller; род. 12 сентября 1995, Нижневартовск, Тюменская область) — немецкая фигуристка, выступавшая в танцах на льду с Тимом Диком. Они — двукратные чемпионы Германии (2020, 2021), серебряные призёры Budapest Trophy (2020) и Nebelhorn Trophy (2021), участники чемпионата мира (2021) и Олимпийских игр (2022).

## Биография
Катарина Мюллер родилась 12 сентября 1995 года в Нижневартовске. Она переехала в Германию в 1999 году. По состоянию на 2017 год она учится на педагогику в Рурском университете.

### Ранние годы
Мюллер начала кататься на коньках в 2000 году в Билефельде, однако стала танцором только в 2009 году, встав в пару с Джастином Герке. Их тренировал Владимир Цветков в Берлине. В сезоне 2012/2013 Герке решил завершить карьеру.

### Сезон 2014/2015
Виталий Шульц подобрал Мюллер нового партнёра — Тима Дика. Они встали в пару в апреле 2014 года под руководством Шульца и Джеймса Янга в Дортмунде. Они были заявлены на два этапа юниорского Гран-при, став восьмыми в Любляне и седьмыми в Айти. После победы на юниорском чемпионате Германии 2015 они были отправлены на чемпионат мира среди юниоров, где заняли 13-е место в коротком танце. В финальный день они сумели подняться на одну строчку вверх.

### Сезон 2015/2016
В сентябре Мюллер и Дик заняли десяток место на Nebelhorn Trophy 2015 — их первом международном турнире среди взрослых. В октябре они стали восьмыми на «Мордовских узорах», а в ноябре выиграли бронзу на NRW Trophy 2015. На турнире Tallinn Trophy 2015 заняли пятое место.
Завоевали серебряную медаль на чемпионате Германии в декабре, уступив Кавите Лоренц и Панайотису Полицоакису. Мюллер / Дик были включены в состав сборной Германии на чемпионат Европы 2016 года в Братиславе. Они не попали в произвольный танец, заняв 23-е место в коротком.
Весной 2016 года Мюллер / Дик начал тренироваться под руководством Марины Зуевой в Кантоне. Тем не менее их тренерами также оставались Шульц и Янг.

### Сезон 2019/2020
Пара стала тренироваться у Анжелики Крыловой. Катарина Мюллер и Тим Дик завоевали золотую медаль на чемпионате Германии 2020 года и были включены в состав сборной Германии на чемпионат мира, который отменили из-за коронавируса.

### Сезон 2020/2021
В 2021 году Мюллер и Дик стали двукратными чемпионами страны и попали на чемпионат мира в Стокгольм, перед мировым первенством выступили на Финале Кубка России. Там они заняли восемнадцатое место. Этот результат позволил Германии получить путёвку на Олимпийские игры.
В 2022 году они достигли цели, к которой шли восемь лет — участие в Олимпийских играх, готовившись к ним в Дортмунде и Москве у Анжелики Крыловой. После начала российского вторжения в Украину, Россия отказала в допуске к тренировкам Мюллер и Дику, а также спортивной паре Минерве Фабьен Хазе и Нолану Зегерту. По окончании олимпийского сезона восьмилетнее сотрудничество Мюллер и Дика завершилось. Причиной расставания стало разное видение будущего пары. Дик жаждал продолжать карьеру до следующей Олимпиады, и ради этого хотел тренироваться заграницей. В свою очередь, Катарина стремилась совмещать учёбу и спорт, поэтому была готова кататься лишь в Дортмунде.

## Результаты

### С Диком
| Event                         | 14/15 | 15/16 | 16/17 | 17/18 | 18/19 | 19/20 | 20/21 |
| ----------------------------- | ----- | ----- | ----- | ----- | ----- | ----- | ----- |
| Чемпионаты мира               |       |       |       |       |       | C     | 18    |
| Чемпионаты Европы             |       | 23    |       |       |       | 13    |       |
| Зимняя Универсиада            |       |       | 4     |       | 7     |       |       |
| Чемпионаты Германии           | 1 J   | 2     | 2     | 2     | 2     | 1     | 1     |
| Чемпионаты мира среди юниоров | 12    |       |       |       |       |       |       |
| GP Trophée de France          |       |       |       |       |       |       | C     |
| GP Финляндия                  |       |       |       |       | 10    |       |       |
| GP Skate America              |       |       |       |       | 7     |       |       |
| CS Budapest                   |       |       |       |       |       |       | 2     |
| CS Золотой конёк Загреба      |       |       |       | 11    | 7     | 6     |       |
| CS Ice Star                   |       |       |       | 6     |       | 6     |       |
| CS Мордовские узоры           |       | 8     |       |       |       |       |       |
| CS Nebelhorn Trophy           |       | 10    | 9     |       | 7     |       |       |
| CS Мемориал Ондрея Непелы     |       |       |       |       | 9     | 8     |       |
| CS Кубок Таллина              |       | 5     |       |       |       |       |       |
| CS U.S. Classic               |       |       | 12    |       |       |       |       |
| CS Warsaw Cup                 |       |       |       | 5     |       |       | C     |
| Cup of Nice                   |       |       | 2     | 9     |       |       |       |
| NRW Trophy                    | 1 J   | 3     | 1     |       | 1     |       | 1     |
| JGP Япония                    | 7     |       |       |       |       |       |       |
| JGP Словения                  | 8     |       |       |       |       |       |       |
| J = Юниорский уровень         |       |       |       |       |       |       |       |